# 鲁俊 (1968年)
鲁俊（1968年5月—），女，浙江常山人，中华人民共和国政治人物。1991年11月加入中国共产党，1987年8月参加工作，中共浙江省委党校在职研究生学历。现任浙江省人大常委会秘书长，中共浙江省委组织部副部长，兼任浙江省人力资源与社会保障厅党组书记、厅长。
历任共青团浙江省委常委、组织部长、副书记、书记，中共嘉兴市委副书记、市委政法委书记、市委党校校长等职。2010年12月任嘉兴市人民政府代市长，次年2月正式当选。2013年3月鲁俊任嘉兴市委书记。2018年7月，转任浙江省人力资源和社会保障厅党组书记、厅长。2021年1月，当选为浙江省人大常委会秘书长。